# Lorenz Reitmeier
Lorenz Josef Reitmeier (* 22. September 1930 in Dachau; † 21. Januar 2020 ebd.) war ein deutscher Kommunalpolitiker (parteilos).

## Werdegang
Reitmeier kam als Sohn eines Handwerkers zur Welt. Nach Studium, Staatsexamen und Promotion war er am Landratsamt Fürstenfeldbruck tätig. Von 1966 bis 1996 war er Stadtoberhaupt von Dachau. Er war zunächst 1. Bürgermeister und erhielt verbunden mit der Erhebung zur Großen Kreisstadt (Rechtsverordnung vom 4. Januar 1973) die Bezeichnung Oberbürgermeister. Sein Grab befindet sich auf dem Alten Stadtfriedhof

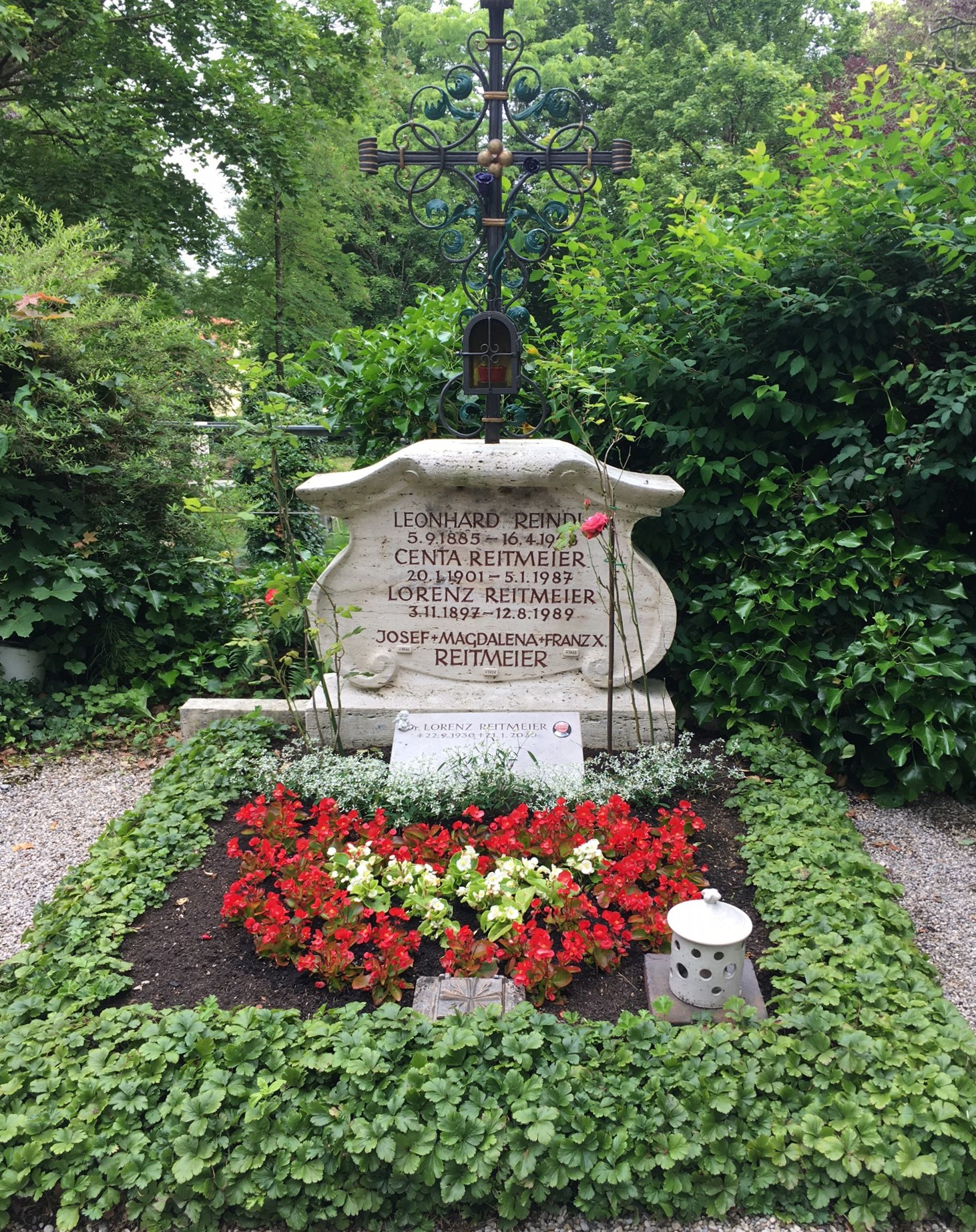
Grabstätte Lorenz Reitmeier

## Ehrungen
- 1988: Bundesverdienstkreuz erster Klasse
- 1998: Ehrenbürger von Dachau
- 1991: Bayerischer Verdienstorden
- Landkreismedaille in Gold für besondere Verdienste

## Veröffentlichungen
- Dachau. Ansichten und Zeugnisse aus zwölf Jahrhunderten, Der erste Band, Dachau 1976.
- Dachau. Ansichten und Zeugnisse aus zwölf Jahrhunderten, Der andere Teil, Dachau 1979.
- Dachau. Ansichten und Zeugnisse aus zwölf Jahrhunderten, Der letzte Teil der Trilogie, Dachau 1982.
- Dachau. Ansichten und Zeugnisse aus zwölf Jahrhunderten, Nachtrag zur Trilogie, Dachau 1986.